# محمد بن بختیار بغدادی
محمد بن بختیار بغدادی همچنین مشهور به اَبْلَه‌ِ بَغْدادی  (د ۵۷۹ق‌/۱۱۸۳م‌) از شاعران دورهٔ پایانی عباسی. معاصر با ابن التعاویذی  به المولَّد نیز شهرت داشت، یعنی کسی که از سوی مادری یا پدری عرب نباشد. عمادالدین کاتب با وی هم عصر بوده و حتی چندین بار با او ملاقات کرده‌است. از این‌رو زندگی‌نامه‌ای که وی از ابله به دست داده است، مهم‌ترین منبع شرح احوال اوست. عمادالدین او را «جوانی ظریف، به جامة سپاهیان» توصیف می‌کند.
محمد بن بختیار  بیشتر عمر خود را در بغداد گذراند و در محلة درب الشّاکریه سکنی داشت  وی در زندگی ۶۰ ساله‌اش (با ۶ خلیفة عباسی معاصر بوده و از آن جمله، ۴ تن را مدح کرده‌است: المقتفی، المستنجد، المستضی‌ء و الناصر  که فقط آغاز خلافت او را دیده است.

## منبع
- تاریخ ادبیات عربی، عمر فروخ، جلد سوم.